# Редман, Дин
Дин Редман (англ. Dean Redman) — канадский актёр и каскадёр британского происхождения, наиболее известный по фильму «Варкрафт».

## Карьера
Дебютировал на телевидении в 2002 году, в эпизоде сериала «Темный ангел» в роли члена отряда S1W. В том же году он повторил эту роль в игре James Cameron's Dark Angel, выпущенной по мотивам сериала. После этого Редман снимался в сериалах «Звёздные врата: SG-1», «Следствие ведёт Да Винчи», «Блэйд», «Сверхъестественное», «4400», «Тайны Смолвиля» и многих других.
Прорывом для актёра стал фильм «Варкрафт», выпущенный в 2016 году. Редман сыграл две роли: рыцаря Альянса по имени Варис и пленного орка. Это уже не первая экранизация игры, в которой снимался Редман — он также играл агента Ричардса в фильме «Один в темноте».

## Фильмография

### Кино
- 2005 — Один в темноте / Alone in the Dark — агент Ричардс
- 2006 — Прочная защита / The Hard Corps — пассажир
- 2007 — Белый шум 2: Сияние / White Noise 2: The Light — охранник
- 2008 — День, когда Земля остановилась / The Day the Earth Stood Still — офицер военной полиции
- 2009 — 2012 / 2012 — пожарник в Лас-Вегасе
- 2010 — Трон: Наследие / Tron — мужчина
- 2011 — Восстание планеты обезьян / Rise of the Planet of the Apes — охранник
- 2012 — Максимальный срок / Maximum Conviction — Джонс
- 2014 — Годзилла / Godzilla — боец национальной гвардии
- 2014 — Робокоп / RoboCop — охранник
- 2016 — Варкрафт / Warcraft — Варис / пленный орк из клана Северного Волка
- 2016 — Найди меня, если сможешь / Come and Find Me — Джексон
- 2017 — Планета обезьян: Война / War for the Planet of the Apes — командующий офицер
- 2018 — Хищник / The Predator — сержант Гомез

### Телевидение
- 2002 – Темный ангел / Dark Angel — S1W 3 (1 эпизод)
- 2003 – Звёздные врата: SG-1 / Stargate SG-1 — лейтенант Воуст (1 эпизод)
- 2004 – Следствие ведёт Да Винчи / Da Vinci's Inquest — Эдди (1 эпизод)
- 2006 – Последние дни планеты Земля: Новая особь / Final Days of Planet Earth — фельдшер скорой помощи (ТВ-фильм)
- 2006 – Блэйд / Blade: The Series — вооруженный послушник (1 эпизод)
- 2006 – Мертвая зона / The Dead Zone — ветеран (1 эпизод)
- 2006 – Сверхъестественное / Supernatural — отец девочки (1 эпизод)
- 2007 – Кровные узы / Blood Ties — Винсент (1 эпизод)
- 2007 – 4400 / The 4400 — рядовой Джонс (1 эпизод)
- 2007 – Хроники будущего / Masters of Science Fiction — Брэдли Таннер (1 эпизод)
- 2007-2010 – Тайны Смолвиля / Smallville — разные роли (5 эпизодов)
- 2009 – Убежище / Sanctuary — преступник, убитый Дьюком (1 эпизод)
- 2009 – Полярная буря / Polar Storm — американский сержант (ТВ-фильм)
- 2010 – Ясновидец / Psych — Ти-Боун (1 эпизод)
- 2011 – Vизитёры / V — охранник (1 эпизод)
- 2012 – Halo 4: Идущий к рассвету / Halo 4: Forward Unto Dawn — Йомэн (5 эпизодов)
- 2014 – 100 / The 100 — охранник (1 эпизод)
- 2016 – Секретные материалы / The X Files — полицейский (1 эпизод)
- 2017 – Супергёрл / Supergirl — Шустер (1 эпизод)